# العلاقات السويدية البريطانية
العلاقات السويدية البريطانية (تُعرف أيضًا باسم العلاقات الأنجلو-سويدية) هي العلاقات التي تجمع بين المملكة المتحدة لبريطانيا العظمى وأيرلندا الشمالية ومملكة السويد.

## زيارات رسمية
كان هناك زيارتان رسميتان بين المملكة المتحدة والسويد في عهد الملكة إليزابيث الثانية الحالي. زار كل من الملك السابق غوستاف السادس أدولف والملكة لويزا الملكة إليزابيث في الفترة التي تراوحت بين 28 يونيو إلى 1 يوليو عام 1954. ذهبت الملكة إليزابيث في المقابل في زيارة رسمية إلى السويد، وزارت كلًا من ستوكهولم وغوتنبرغ في الفترة منذ 8 حتى 10 يونيو عام 1956. ذهب العاهل الحالي كارل السادس عشر غوستاف في وقت لاحق في زيارة رسمية إلى المملكة المتحدة بين 8 و11 يوليو عام 1975. ذهبت إليزابيث في وقت لاحق في زيارة أخرى بين 25 و28 مايو عام 1983.

## المواصلات

### النقل الجوي
تعد المملكة المتحدة والسويد جزءًا من السماء الأوروبية الموحدة، وبالتالي لا توجد قيود بين البلدين على إطلاق الرحلات الجوية. تُطلق شركات الطيران الوطنية التابعة للخطوط الجوية البريطانية والإسكندنافية رحلات بينهما من المطارات الرئيسية، مثل مطار لندن هيثرو إلى مطار ستوكهولم أرلاندا، وتُطلق الخطوط الجوية الإسكندنافية رحلات من أرلاندا إلى برمينغهام ومانشستر وإدنبره. تسافر رحلات الخطوط الجوية البريطانية والإسكندنافية بين مطاري هيثرو وغوتنبرغ، وتوفر الخطوط الجوية الإسكندنافية نقاط وصل إلى أجزاء أخرى من البلاد.
تشمل شركات الطيران الأخرى التي تسافر بين المملكة المتحدة والسويد شركات طيران إقليمية ومنخفضة التكلفة. تُرسل الرحلات من شركات الطيران الإقليمية التي تطير بين المملكة المتحدة والسويد مثل شركة سان إير الإسكندنافية، والتي تطير من غوتنبرغ إلى مانشستر، وبي إم آي الإقليمية من غوتنبرغ إلى بريستول وبرمينغهام.
توجد العديد من شركات الطيران منخفضة التكلفة التي تبعث رحلاتها بين المملكة المتحدة والسويد، مثل شركة الطيران النرويجية (آير شاتل النرويجية) من مطار غاتويك في لندن، وإدنبره، ومطارات مانشستر إلى أرلاندا وغاتويك إلى غوتنبرغ، وتوفر نقاط وصل مع مطارات أخرى في السويد. تُرسل شركة إيزي جيت البريطانية الخاصة رحلات من غاتويك إلى أرلاندا، وبشكل موسمي أيضًا إلى أور أوستيرشوند النرويجية للتزلج ولتقضية عطلات الشتاء. تُطلق شركة رايان إير الأيرلندية رحلات تطير بين مطار لندن ستانستد إلى مطار ستوكهولم سكافستا، ومطار ستوكهولم فاستيراس وغوتنبرغ، وذلك مع مطارات غوتنبرغ سيتي، ومالمو وسكيلفتيا في الماضي. تقدم شركة الطيران البولندية إينتر إير رحلات طيران موسمية مستأجرة من أحد عشر مطارًا بريطانيًا إلى كيرونا.
تُطلق خطوط الطيران البريطانية، والإسكندنافية، والنرويجية، وإيزي جيت ورايان إير رحلات إلى مطار كوبنهاغن القريب في الدنمارك من مطارات بريطانية مختلفة، والتي يسهل الوصول إليها بوساطة قطارات من أوريسوندستاغ والسكك الحديدية السويدية إلى سكونا وسمولاند.

### النقل البحري
نُظِّمت العديد من رحلات سفن الدحرجة (رو-رو) في الماضي بين غوتنبرغ، ونيوكاسل، وهارويتش، وإيمينغهام وهال من قبل شركة تور لاينز، والخط الإنجليزي السويدي، والخطوط البحرية الإسكندنافية باستخدام سفن إم إس تور بريطانيا وإم إس تور إسكاندانافيا. عُنيت قصة المسلسل التلفزيوني الطويل «ترايانغل» على قناة بي بي سي بسفينة بين طريق هارويتش وغوتنبرغ. انخفضت شعبية السفر بالسفن فوق بحر الشمال مع ظهور شركات النقل ذات التكلفة المنخفضة، وخدمات القطارات السريعة بين هارويتش وهوك في هولاند، وخدمات النقل عبر القنوات. توجد حاليًا خدمات الموانئ التجارية للشحن بين هارويتش وإيمينغهام إلى غوتنبرغ.

## مقارنة بين البلدين
هذه مقارنة عامة ومرجعية للدولتين:
| وجه المقارنة                                              | السويد                                                                               | المملكة المتحدة                 |
| --------------------------------------------------------- | ------------------------------------------------------------------------------------ | ------------------------------- |
| المساحة (كم2)                                             | 450.30 ألف                                                                           | 242.50 ألف                      |
| عدد السكان (نسمة)                                         | 10.16 مليون                                                                          | 66.02 مليون                     |
| الكثافة السكانية (ن./كم²)                                 | 22.56                                                                                | 272.25                          |
| العاصمة                                                   | ستوكهولم                                                                             | لندن                            |
| اللغة الرسمية                                             | اللغة السويدية، لغات السامي، اللغة الفنلندية، منكيلي، اللغة الرومنية، اللغة اليديشية | لغة إنجليزية، اللغة الويلزية    |
| العملة                                                    | كرونة سويدية                                                                         | جنيه إسترليني                   |
| الناتج المحلي الإجمالي (بليون دولار)                      | 538.04 مليار                                                                         | 2.62 تريليون                    |
| الناتج المحلي الإجمالي (تعادل القوة الشرائية) بليون دولار | 469.01 مليار                                                                         | 2.72 تريليون                    |
| الناتج المحلي الإجمالي الاسمي للفرد دولار أمريكي          | 50.58 ألف                                                                            | 43.88 ألف                       |
| الناتج المحلي الإجمالي للفرد دولار أمريكي                 | 45.30 ألف                                                                            | 40.23 ألف                       |
| مؤشر التنمية البشرية                                      | 0.907                                                                                | 0.907                           |
| رمز المكالمات الدولي                                      | +46                                                                                  | +44                             |
| رمز الإنترنت                                              | .se                                                                                  | .uk، .gb                        |
| المنطقة الزمنية                                           | توقيت وسط أوروبا، ت ع م+01:00، ت ع م+02:00، أوروبا/ستوكهولم ‏                         | توقيت غرينيتش، توقيت غرب أوروبا |

## مدن متوأمة
في ما يلي قائمة باتفاقيات التوأمة بين مدن سويدية وبريطانية:
- ترتبط Enköping Municipality [الإنجليزية]‏ مع لوتن باتفاقية توأمة منذ 1961.[12][12][12][12]
- ترتبط Bollnäs Municipality [الإنجليزية]‏ مع Shepton Mallet [الإنجليزية]‏ باتفاقية توأمة.
- ترتبط بلدية مالمو [الإنجليزية]‏ مع نيوكاسل أبون تاين باتفاقية توأمة منذ 1991.[13][13][13][14]
- ترتبط Eskilstuna Municipality [الإنجليزية]‏ مع لوتن باتفاقية توأمة.
- ترتبط Mölndal Municipality [الإنجليزية]‏ مع كانتربيري باتفاقية توأمة.
- ترتبط Växjö Municipality [الإنجليزية]‏ مع لانكستر باتفاقية توأمة منذ 1997.[15][15][15][15]
- ترتبط إسكيلستونا مع لوتن باتفاقية توأمة منذ 1961.
- ترتبط Strömstad Municipality [الإنجليزية]‏ مع لدبوري [الإنجليزية]‏ باتفاقية توأمة.
- ترتبط Mölndal [الإنجليزية]‏ مع كانتربيري باتفاقية توأمة منذ 1997.
- ترتبط فاكسيو مع لانكستر باتفاقية توأمة منذ 1997.[15][16][17][18]
- ترتبط Oxelösund [الإنجليزية]‏ مع Sherborne [الإنجليزية]‏ باتفاقية توأمة.

## منظمات دولية مشتركة
يشترك البلدان في عضوية مجموعة من المنظمات الدولية، منها:
| علم المنظمة | اسم المنظمة                               | تاريخ انضمام السويد | تاريخ انضمام المملكة المتحدة |
| ----------- | ----------------------------------------- | ------------------- | ---------------------------- |
|             | وكالة الفضاء الأوروبية                    | ?                   | 28 مارس 1978                 |
|             | بنك التنمية الآسيوي                       | 1966                | 1966                         |
|             | الاتحاد الأوروبي                          | 1995                | 1973                         |
|             | وكالة ضمان الاستثمار متعدد الأطراف        | 12 أبريل 1988       | 12 أبريل 1988                |
|             | منظمة التعاون الاقتصادي والتنمية          | ?                   | 2 مايو 1961                  |
|             | الأمم المتحدة                             | 19 نوفمبر 1946      | 24 أكتوبر 1945               |
|             | الوكالة الدولية للطاقة                    | ?                   | ?                            |
|             | الفريق المعني برصد الأرض                  | ?                   | ?                            |
|             | مركز تنسيق الحركة في أوروبا ‏              | ?                   | ?                            |
|             | منظمة حظر الأسلحة الكيميائية              | ?                   | ?                            |
|             | منظمة التجارة العالمية                    | 1995                | 1995                         |
|             | منظمة الشرطة الجنائية الدولية             | ?                   | ?                            |
|             | البنك الإفريقي للتنمية                    | ?                   | ?                            |
|             | منظمة الأمن والتعاون في أوروبا            | 25 يونيو 1973       | 25 يونيو 1973                |
|             | مؤسسة التنمية الدولية                     | 24 سبتمبر 1960      | 24 سبتمبر 1960               |
|             | نظام تحكم تكنولوجيا القذائف               | 1991                | 1987                         |
|             | يونسكو                                    | 23 يناير 1950       | 4 نوفمبر 1946                |
|             | مجلس أوروبا                               | ?                   | 5 مايو 1949                  |
|             | الاتحاد البريدي العالمي                   | ?                   | ?                            |
|             | البنك الدولي للإنشاء والتعمير             | 31 أغسطس 1951       | 27 ديسمبر 1945               |
|             | اتفاقية السماوات المفتوحة                 | ?                   | ?                            |
|             | المنظمة الهيدروغرافية الدولية             | ?                   | ?                            |
|             | المرصد الأوروبي الجنوبي                   | 1962                | 2002                         |
|             | الاتحاد الدولي للاتصالات                  | 1866                | 24 فبراير 1871               |
|             | مؤسسة التمويل الدولية                     | 20 يوليو 1956       | 20 يوليو 1956                |
|             | المنظمة الأوروبية لسلامة الملاحة الجوية   | 1995                | 1960                         |
|             | المركز الدولي لتسوية المنازعات الاستشارية | 28 يناير 1967       | 18 يناير 1967                |
|             | مجموعة أستراليا                           | 1991                | 1985                         |
|             | مجموعة الموردين النوويين                  | ?                   | ?                            |

## وصلات خارجية
- موقع وزارة الخارجية السويدية
- موقع وزارة الخارجية البريطانية